# Wekarall
Wekarall (Gallirallus australis), även kallad bara weka, är en fågelart i familjen rallar som är endemisk för Nya Zeeland.

## Utbredning och systematik
Wekarallen delas in i fyra underarter med följande utbredning:
- Gallirallus australis australis – norra och västra Sydön
- Gallirallus australis greyi – Nordöns östra kust
- Gallirallus australis hectori – tidigare östra Sydön, men där utdöd och finns bara kvar på Chatham Islands och Pitt Island dit den introducerats av människan
- Gallirallus australis scotti – tidigare Stewart Island men nu har försvunnit därifrån och bara finns kvar på några mindre omgivande öar dit den introducerats.[1]

## Levnadssätt
Wekarallen kan leva i varierande habitat och förekommer både i skogsområden och i öppnare gräsbevuxna områden och i våtmarker. Den äter främst vegetabilier, bland annat frukt, och olika små ryggradslösa djur, men kan också ta mindre ryggradsdjur.

### Häckning
Boet byggs av gräs eller annat liknande material på marken i skydd av tät vegetation. Honan lägger 3-4 ägg som ruvas av både hanen och honan i en månad. Ungarna stannar med föräldrarna i 6-10 veckor.

## Status och hot
Den är upptagen som sårbar på den av Internationella naturvårdsunionen framtagna rödlistan över hotade arter. Wekarallen kan inte flyga och har minskat i antal främst på grund av till Nya Zeeland införda predatorer som iller och katt samt råttor som är ett hot mot dess ägg. Även habitatförlust och sjukdomar och ökad trafik i de områden där den förekommer har bidragit till dess tillbakagång, då många fåglar har blivit påkörda av bilar då de vistats på eller korsat en väg.